# Thierry II de Lusace
Pour les articles homonymes, voir Thierry II et Thierry.
Thierry II de Lusace (allemand Dietrich (vers 1130 – 9 février 1185) fut margrave de Lusace (Orientalis marchio) de 1156 jusqu'à sa mort.

## Biographie
Thierry/Dietrich est le second fils survivant de Conrad Ier le Pieux, margrave de Misnie et Lusace de la maison de Wettin dont il hérite un territoire comprenant Eilenbourg et Landsberg en 1156, pendant que son frère aîné Othon Ier le Riche reçoit la Misnie.
Thierry épouse Dobroniega, fille de Boleslas III Bouche-Torse duc de Pologne. Elle lui donne un fils qui meurt avant lui et une fille qui devient nonne. Son fils illégitime Thierry/Théodoric (mort en 1215) issu de sa liaison avec Cunégunde, comtesse veuve de Plötzkau, est légitimé le 12 mai 1203 et devient évêque de Mersebourg en 1204.
Thierry se dénomme lui-même « margrave de Landsberg », bien que l'entité politique correspondante ne soit pas établie avant 1261 par le margrave de Misnie Henri III l'Illustre. En 1165, Thierry fonde l'abbaye de Dobrilugk. Il est un partisan résolu de l'empereur Frédéric Ier Barberousse lors de sa campagne de 1157 contre le duc Boleslas IV le Crépu de Pologne et lors de son conflit avec Henri le Lion. Thierry mourut le 9 février 1185, après une longue maladie qui avait éclaté le Mainzer Hoftag de 1184. Thierry meurt à l'abbaye de Petersberg où il est inhumé. Le margraviat passe alors à son frère Dedo de Groitzsch.